# The Almost
The Almost är ett alternative-band från Clearwater, Florida, bildat 2005. Bandet har mest varit ett sidoprojekt av Underoaths trummis och sångare Aaron Gillespie.

## Historia
Det finns inget exakt datum på när bandet grundades, man vet bara att Aaron Gillespie skapade deras Myspace den 1 oktober 2005. Den 4 oktober 2005 släppte bandet sina två första låtar "I Mostly Like to Copy Other People" och "They Say You Can Never Write I Told You So in a Song But Here I Go". Under år 2007 turnerade bandet med bl.a. Paramore. Därefter har de turnerat med band som Emery, Envy On The Coast och Army of Me. År 2010 kommer The Almost att turnera med band som bl.a. HIM, Whitechapel, A Day To Remember och Paramore.

## Medlemmar
Nuvarande medlemmar
- Aaron Gillespie – sång, rytmgitarr, keyboard, percussion (2005– ), sologitarr, basgitarr, trummor (2005–2007)
- Jay Vilardi – rytmgitarr, sologitarr, bakgrundssång (2007– )
- Jon Thompson – basgitarr (2010– )
- JJ Revell – trummor, percussion (2018– )

Tidigare medlemmar
- Alex Aponte – basgitarr (2007–2010)
- Kenny Bozich – trummor, slagverk (2007–2008)
- Nick D'Amico – rytmgitarr, sologitarr (2007)
- Dusty Redmon – sologitarr, bakgrundssång (2007–2019)
- Joe Musten – trummor, slagverk (2008–2018)

## Diskografi
Album
- 2007 – Southern Weather
- 2008 – No Gift to Bring
- 2009 – Monster Monster
- 2013 – Fear Inside Our Bones

EP
- 2008 – No Gift To Bring
- 2009 – Monster EP
- 2010 – Monster Monster EP

Singlar
- 2007 – "Say This Sooner"
- 2007 – "Southern Weather"
- 2009 – "Lonely Wheel"
- 2009 – "Hands"
- 2010 – "Free Fallin'"
- 2013 – "I'm Down"